# Walter Lechner junior

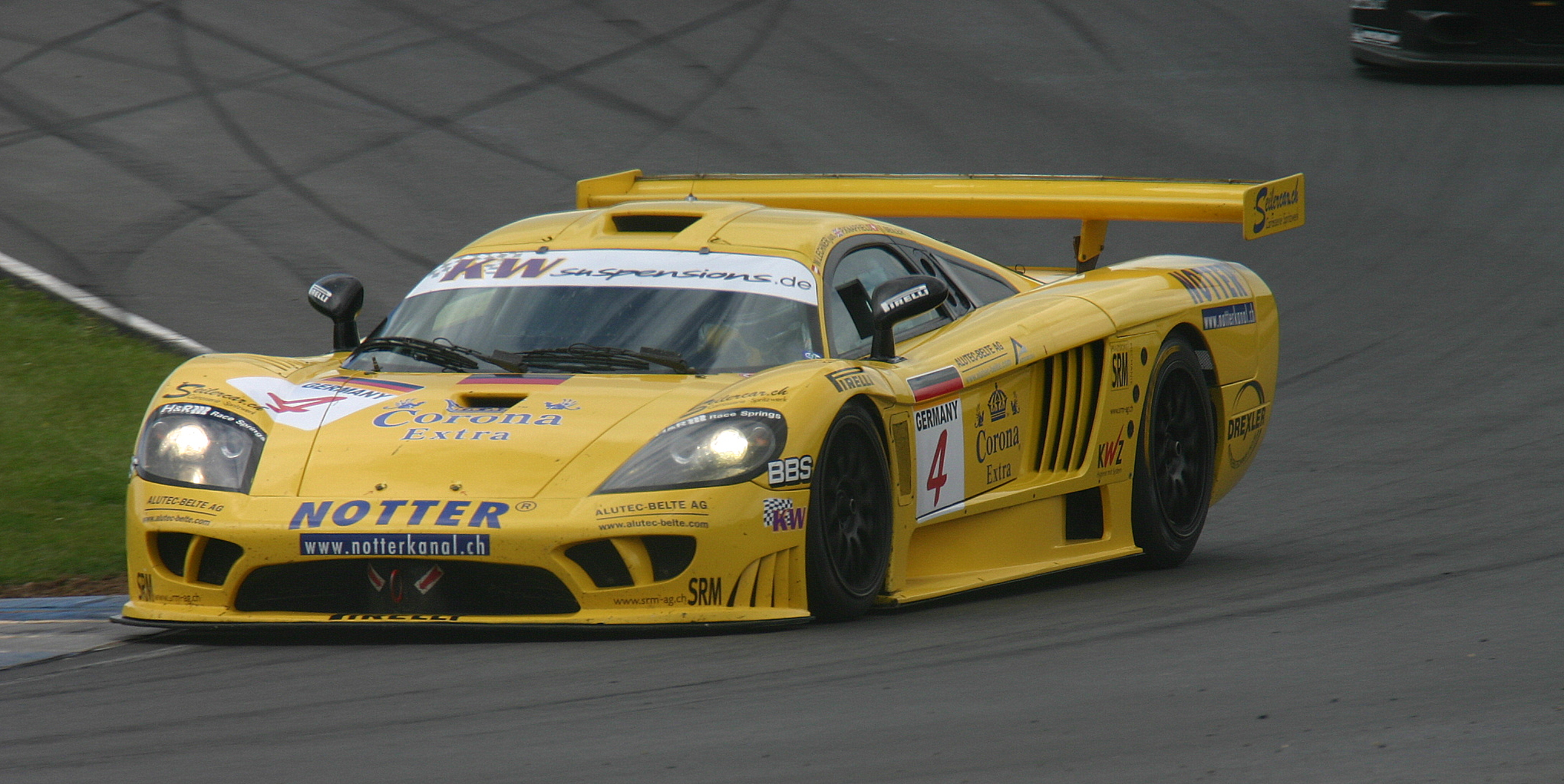
Der von Walter Lechner junior beim 500-km-Rennen von Donington 2004 gefahrene Saleen S7-R

Walter Lechner junior (* 23. Juni 1981 in Salzburg) ist ein österreichischer Rennstallbesitzer, Rennsport-Fahrlehrer und ehemaliger Autorennfahrer.

## Karriere als Rennfahrer
Walter Lechner junior ist der Sohn von Walter Lechner senior, der seine Motorsportkarriere in den 1970er-Jahren begann und mit Walter Lechner Racing einen eigenen Rennstall gründete. Auch sein 1977 geborener älterer Bruder Robert wurde Rennfahrer.
Die Karriere begann 1997 in der Formel Ford, wo er 1998 die deutsche 1800-Meisterschaft gewann. In diesem Jahr fuhren auch Timo Bernhard (Gesamtsechster) und Casper Elgaard (Gesamtsiebter) in dieser Meisterschaft. Auch 1999 fuhr er Rennen in dieser Rennformel und wurde in der deutschen 1800-Meisterschaft hinter Jörg Hardt Gesamtzweiter. 2001 wurde er Deutscher Formel-Volkswagen-Meister und wechselte 2002 in den GT-Sport.
2003 ging er in der FIA-GT-Meisterschaft an den Start. Er fuhr zunächst einen Porsche 996 GT3-R für RWS-Yukos Motorsport und wechselte im Laufe der Saison zu Konrad Motorsport, wo ein Saleen S7R der Einsatzwagen war. Die beste Platzierung des Jahres war der zweite Rang im Schlussklassement beim 500-km-Rennen von Anderstorp mit den Teamkollegen Toni Seiler und Franz Konrad. Schon 2002 war er beim 24-Stunden-Rennen von Le Mans am Start gewesen, wo er einen Klassensieg erreichte und 2003 beim 24-Stunden-Rennen von Daytona und dem 12-Stunden-Rennen von Sebring.
Walter Lechner blieb bis 2004 in dieser Meisterschaft, dann unterbrach eine Erkrankung an Leukämie die Karriere. Wieder genesen versuchte er 2008 ein Comeback und beendete seine Fahrerkarriere mit dem Ablauf der Saison 2009 endgültig. Er gründete gemeinsam mit seinem Bruder Robert ein Unternehmen für Fahrsicherheit und eine Rennfahrerschule. 2012 übernahm er von seinem Vater die Leitung des Rennstalls.

## Statistik

### Le-Mans-Ergebnisse
| Jahr | Team                  | Fahrzeug       | Teamkollege         | Teamkollege       | Platzierung             | Ausfallgrund |
| ---- | --------------------- | -------------- | ------------------- | ----------------- | ----------------------- | ------------ |
| 2002 | Noël del Bello Racing | Reynard 2KQ-LM | Jean-Denis Delétraz | Christophe Pillon | Rang 19 und Klassensieg |              |

### Sebring-Ergebnisse
| Jahr | Team                 | Fahrzeug          | Teamkollege     | Teamkollege     | Platzierung | Ausfallgrund |
| ---- | -------------------- | ----------------- | --------------- | --------------- | ----------- | ------------ |
| 2003 | RWS-Yukos Motorsport | Porsche 911 GT3-R | Stéphane Daoudi | Nikolai Fomenko | Ausfall     | Motorschaden |